# Liste der türkischen Botschafter in der Republik Moldau
Die Liste der türkischen Botschafter in der Republik Moldau listet alle Botschafter, die für die Türkei in der Botschaft in Chișinău tätig waren.
| Ernennung Akkreditierung | Botschafter           | Bemerkung | Ministerpräsident der Türkei | Ministerpräsident Moldaus | Posten verlassen |
| ------------------------ | --------------------- | --- | ---------------------------- | ------------------------- | ---------------- |
| 29. Sep. 1992            | Ender Arat            | Geschäftsträger (* 21. Januar 1947 in Izmir) 1971: Studium der Rechtswissenschaft an der Universität Ankara, 1973: Eintritt in den auswärtigen Dienst, 1992–1994: Botschafter in Chișinău, 1998–2002: Botschafter in Budapest, 2004–2007: Ministerialdirigent der Abteilung Verwaltung und Haushalt, 2007–2011: Botschafter in Madrid. | Süleyman Demirel             | Andrei Sangheli           | 15. Sep. 1994    |
| 29. Apr. 1995            | Mümin Alanat          | (* 1942 in Kırklareli) 1962: Abitur am Galatasaray-Gymnasium, 1966: Studium der Politikwissenschaft an der Universität Ankara, 1967: Eintritt in den auswärtigen Dienst, 1995–1999: Botschafter in Chișinău, 2002–2007: Botschafter in Bangkok, 2000–2002: Ministerialdirigent der Abteilung Europäische Union, 2007: Versetzung in den Ruhestand. | Tansu Çiller                 | Andrei Sangheli           | 27. Juli 1999    |
| 28. Juli 1999            | Oğuz Özge             | (* 15. März 1949 in Balıkesir) studierte Politikwissenschaft an der Universität Ankara, trat 1974 in den auswärtigen Dienst, 1999–2004: Botschafter in Chișinău Moldau, 2007–2009: Botschafter in Vilnius, 2009–2001: Botschafter in Canberra, 2012: Versetzung in den Ruhestand. | Bülent Ecevit                | Ion Sturza                | 17. Jan. 2004    |
| 30. Jan. 2004            | Fatma Fırat Topçuoğlu | (* 1946 in Istanbul) Abitur: TED Ankara College Foundation Schools,1968:Studium der Politikwissenschaft an der Universität Ankara, 1969: Eintritt in den auswärtigen Dienst, 1992–1996: Generalkonsulin in Stuttgart, 2004–2008: Botschafterin in Chișinău, 2011: Versetzung in den Ruhestand. | Recep Tayyip Erdoğan         | Vasile Tarlev             | 19. Apr. 2008    |
| 12. Mai 2008             | Ahmet Ferit Ülker     | | Recep Tayyip Erdoğan         | Zinaida Greceanîi         | 15. Dez. 2011    |
| 30. Dez. 2011            | Mehmet Selim Kartal   | (* 18. Dezember 1958 in Istanbul) 1. Juli 1980: Studium der Politikwissenschaft an der Universität Ankara, 7. Januar 1981: Eintritt in den auswärtigen Dienst, 24. Dezember 1984 – 29. November 1987 Gesandtschaftssekretär zweiter Klasse in Berlin, 29. November 1987 – 1. August 1989: Gesandtschaftssekretär zweiter Klasse in Mogadischu, 1. August 1989 – 3. September 1991: Gesandtschaftssekretär in der Personalabteilung, 3. September 1991 – 15. Oktober 1995: Gesandtschaftssekretär erster Klasse in Bonn, 15. Oktober 1995 – 3. März 1995: Gesandter in Tripolis, 3. März 1995 – 21. April 1998: Stellvertretender Leiter der Abteilung KEGY-III, CEA, 21. April 1998 – 31. Juli 1999: Stellvertretender Leiter der Abteilung ÇEGY-III, 31. Juli 1999 – 1. September 2003: Konsul, 1. September 2003 – 30. September 2005: Leiter des Institut für Balkanländer Bagy-II, 30. September 2005 – 1. September 2009: Generalkonsul in Nürnberg, 1. September 2009 – 1. Februar 2010: KEGY: Leiter der Abteilung konsularische und rechtliche Angelegenheiten KOAB, Türken, die im Ausland leben, Einwanderung, 2012: Botschafter in Chișinău. | Recep Tayyip Erdoğan         | Vlad Filat                |                  |